# Década de 350
Séculos: (Século III - Século IV - Século V)
Décadas: 300 310 320 330 340 - 350 - 360 370 380 390 400
Anos: 350 - 351 - 352 - 353 - 354 - 355 - 356 - 357 - 358 - 359